# فابیان شار
فابیان شار (آلمانی: Fabian Schär؛ زادهٔ ۲۰ دسامبر ۱۹۹۱) بازیکن فوتبال اهل سوئیس است.
وی همچنین در تیم ملی فوتبال سوئیس بازی